# Дневная слепота
Дневная слепота  — резкое снижение зрения в условиях избыточной освещённости, недостаточная адаптация к яркому свету.

## Причины
Типичными причинами дневной слепоты являются колбочковая дегенерация, ахроматопсия, а также приём противосудоржного препарата триметадиона. Менее распространёнными причинами могут быть синдром Ади (тонический зрачок), проявляющийся нарушением реакции зрачка на свет; аниридия (отсутствие радужной оболочки глаза); альбинизм (дефект пигментации радужки). У пожилых людей причиной дневной слепоты может служить катаракта (помутнение хрусталика глаза).
Также дневную слепоту может вызывать рак-ассоциированная ретинопатия (паранеопластический синдром, обусловленный продукцией опухолевой тканью антител против структур сетчатки).
Редко дневная слепота наблюдается в рамках генетического синдрома Коэна (синдрома Пеппера), основными симптомами которого являются ожирение, мышечная гипотония, умеренная умственная отсталость и микроцефалия.
Дневная слепота может развиваться при одно-или двухсторонней постхиазмальной черепно-мозговой травме, в этом случае может сочетаться с никталопией (ночной слепотой).

## Лечение
При дневной слепоте рекомендуется ношение солнцезащитных очков, в помещении по возможности желательно снижать уровень освещения до комфортного. При сопутствующей светобоязни целесообразно использование светофильтрующих линз. Патогенетическая терапия должна быть направлена на лечение основного заболевания.

## Терминология
В некоторых странах синонимом термина дневная слепота является гемералопия (от греч. ημέρα «день» + др.-греч. ἀλαός «слепота»). Однако, в большинстве неанглоговорящих стран (в т.ч. России) термин гемералопия закрепился для описания плохого зрения в сумерках (никталопии).